# Frostia pseudobhutanensis
Frostia pseudobhutanensis là một loài bọ cánh cứng trong họ Cantharidae. Loài này được Brancucci in Brancucci & Wittmer miêu tả khoa học năm 1984.